# Piattaforma di ghiaccio
     Ross (472 960 km²)
     Ronne-Filchner (422 420 km²)
     Amery (62 620 km²)
     Larsen C (48 600 km²)
     Riiser-Larsen (48 180 km²)
     Fimbul (41 060 km²)
     Shackleton (33 820 km²)
     George VI (23 880 km²)
     West (16 370 km²)
     Wilkins (13 680 km²)

Principali piattaforme di ghiaccio dell'Antartide.
Ross (472960 km²)
Ronne-Filchner (422420 km²)
Amery (62620 km²)
Larsen C (48600 km²)
Riiser-Larsen (48180 km²)
Fimbul (41060 km²)
Shackleton (33820 km²)
George VI (23880 km²)
West (16370 km²)
Wilkins (13680 km²)

Una piattaforma di ghiaccio galleggiante (detta anche tavolato di ghiaccio o barriera di ghiaccio) è una spessa massa di ghiaccio che si forma laddove un ghiacciaio o una calotta di ghiaccio, giunti in corrispondenza della costa, si diffondono oltre, spingendosi fin sulla superficie dell'oceano: si trovano esclusivamente in Canada, Groenlandia e nell'Antartide.
Il bordo esterno delle piattaforme di ghiaccio galleggianti presenta un'imponente parete verticale, fino a 30 m di altezza, che ha indotto i primi esploratori dell'Antartico a denominarle Gran Barriera di Ghiaccio («Great Ice Barrier»). Il fronte si estende per chilometri e chilometri, presentandosi come una scogliera di ghiaccio con pochissimi punti di attracco, il che ha costretto molti esploratori dell'Antartide a navigare per giorni alla ricerca di un luogo dove fosse possibile lo sbarco.

## Descrizione

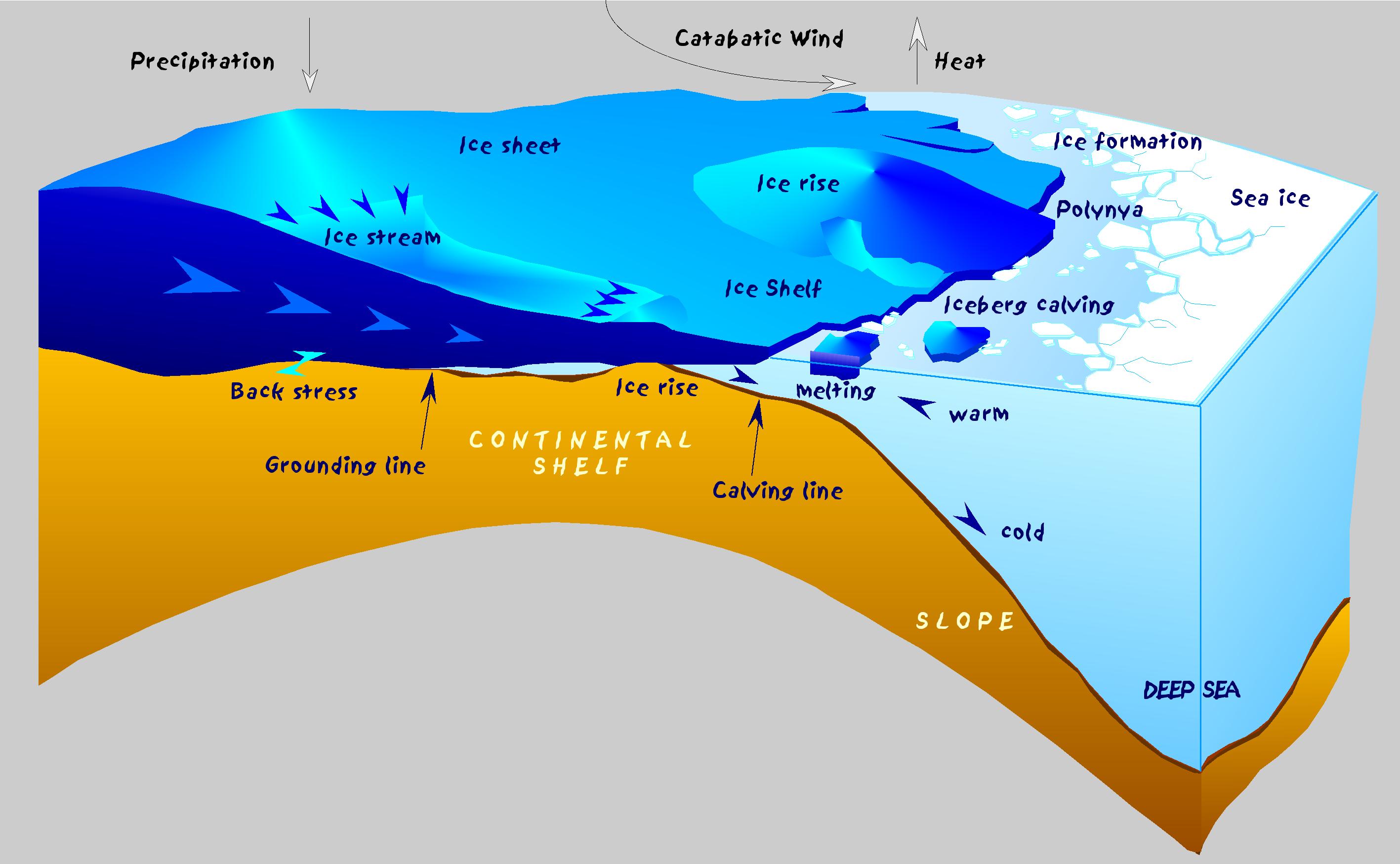
Figura che mostra i processi legati a una piattaforma di ghiaccio dell'Antartide
Ice shelf = piattaforma di ghiaccio
Ice sheet = calotta di ghiaccio
Iceberg calving = distacco di un iceberg
Sea ice = banchisa
Polynya = polinia

Le piattaforme di ghiaccio galleggianti si estendono dalla costa verso la superficie dell'oceano spinte da forze gravitazionali con componente orizzontale. Tra la piattaforma galleggiante e il ghiaccio ancorato al terreno (bedrock) che l'alimenta c'è una linea di confine denominata linea di galleggiamento (grounding line): da quella linea in poi il ghiaccio comincia a protendersi in acqua, galleggiando, ancorato al ghiaccio della costa. Quando la linea di galleggiamento si ritira verso l'interno della costa, dell'acqua viene aggiunta all'oceano e il livello del mare si alza.
Il ghiaccio fluisce continuamente dalla linea di galleggiamento verso il fronte della piattaforma che galleggia nel mare. Di solito, il meccanismo principale di perdita di massa delle piattaforme galleggianti è il distacco degli iceberg, in cui un pezzo di ghiaccio si stacca dal suo fronte proteso nel mare: normalmente, il fronte della piattaforma si estende in avanti per anni o decenni prima che si verifichi un importante distacco di un iceberg. L'accumulo di neve sulla parte superiore della superficie e lo scioglimento del ghiaccio sulla parte inferiore a contatto con l'acqua dell'oceano sono anch'essi fattori fondamentali nel bilancio di massa della piattaforma galleggiante.
Lo spessore delle piattaforme di ghiaccio galleggianti va dai 100 m ai 1000 m. La differenza di densità fra il ghiaccio glaciale, che è più denso del ghiaccio normale e l'acqua liquida fa sì che solo 1/9 del ghiaccio galleggi sopra la superficie del mare.
Le più grandi piattaforme di ghiaccio galleggianti si trovano nell'Antartico e sono quelle di Ross e di Filchner-Ronne.
La piattaforma di ghiaccio galleggiante non va confusa con la banchisa (o ghiaccio marino), la quale non si genera da un ghiacciaio che si spinge in mare dalla terra ma dal congelamento della stessa acqua del mare che comincia a ghiacciarsi in superficie a temperature inferiori a -1,8 °C: in confronto, la banchisa è molto più sottile (generalmente sui 3–4 m) e, benché essa si formi su qualunque mare freddo dove la temperatura scende ai valori suddetti, di solito la si identifica con quella presente sull'Oceano Artico e sull'Oceano Australe, intorno al continente antartico.
Si parla di piattaforma di ghiaccio "catturata" per definire il ghiaccio che si forma su un lago subglaciale, come quello di Vostok.

### Piattaforme di ghiaccio in Canada

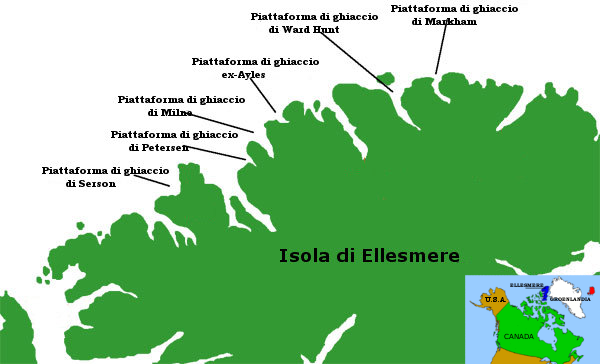
Piattaforme di ghiaccio dell'isola di Ellesmere (Canada)

Tutte le piattaforme di ghiaccio galleggianti canadesi si incontrano nell'isola di Ellesmere e giacciono a nord dell'82º parallelo. Piattaforme di ghiaccio galleggianti ancora presenti sono quelle di Alfred Ernest, Milne, Ward Hunt e Smith. Quella di Ayles si è disgregata il 13/08/2005, quella di M'Clintock tra il 1963 e il 1966 e quella di Markham nel 2008.
L'elenco delle piattaforme dell'isola di Ellesmere è il seguente:
- Piattaforma di ghiaccio Alfred Ernest
- Piattaforma di ghiaccio di Ayles (disgregatasi nel 2005)
- Piattaforma di ghiaccio M'Clintock
- Piattaforma di ghiaccio Markham
- Piattaforma di ghiaccio Milne
- Piattaforma di ghiaccio Ward Hunt
- Piattaforma di ghiaccio Smith

### Piattaforme di ghiaccio nell'Antartide

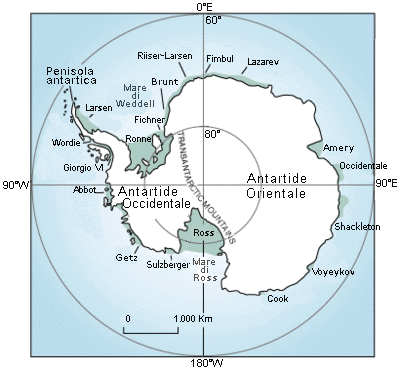
Piattaforme di ghiaccio dell'Antartide

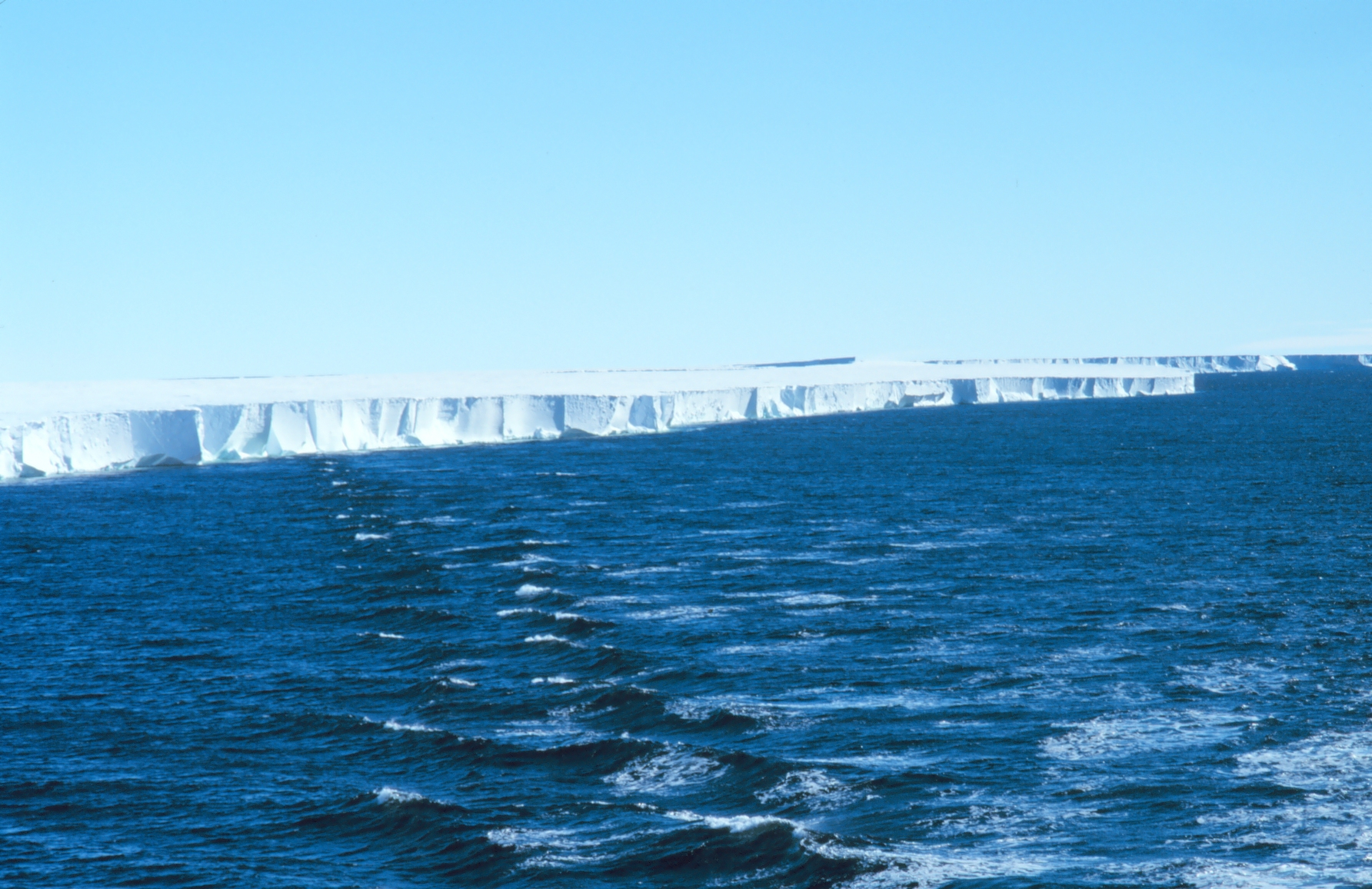
Barriera di Ross

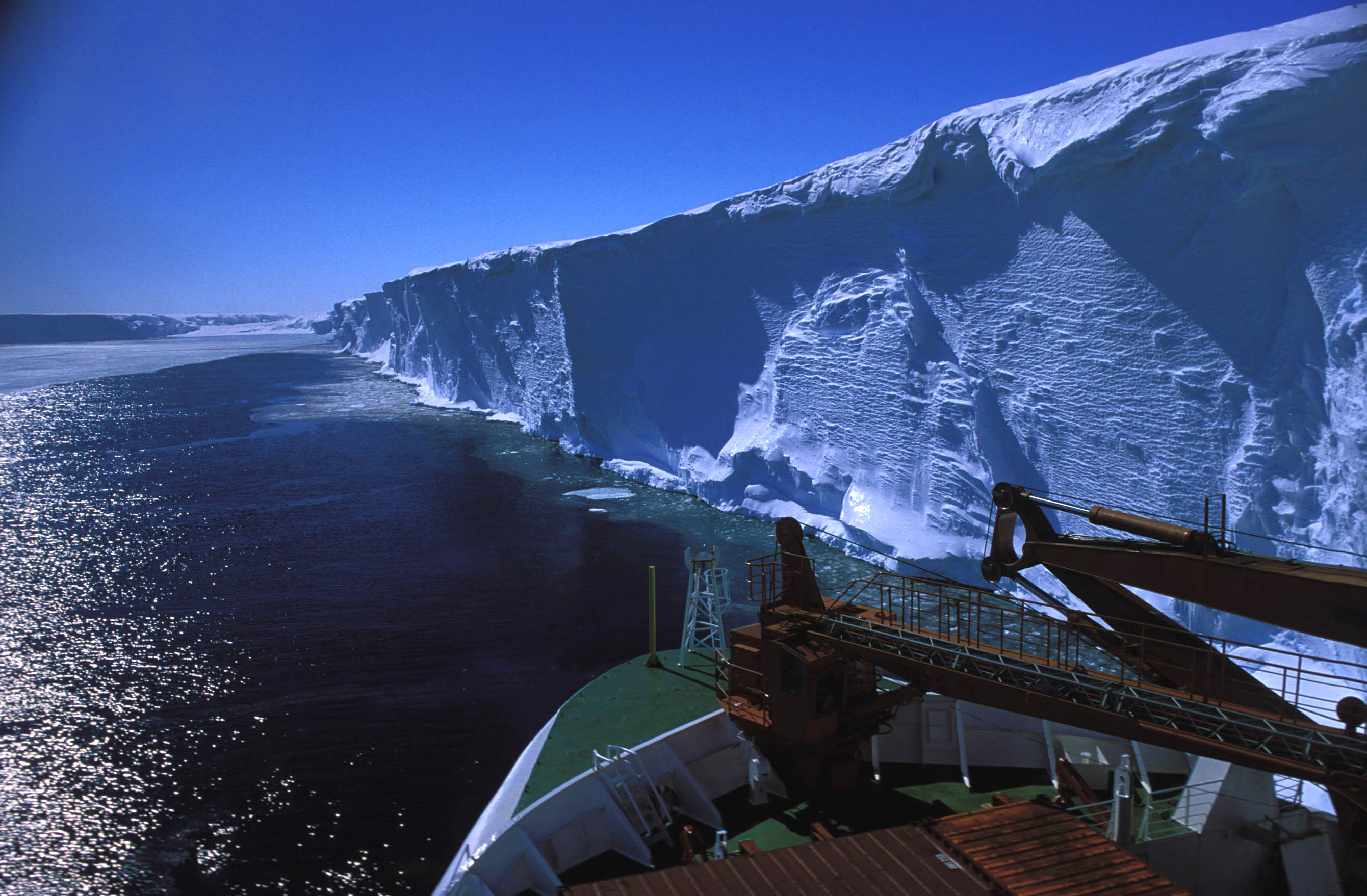
Fronte della piattaforma di ghiaccio Ekström

Nell'Antartico le piattaforme di ghiaccio galleggianti si incontrano lungo il 44% delle sue coste. Complessivamente ammontano a 1,541,700 km².
Di seguito vengono elencate le singole piattaforme di ghiaccio, procedendo in senso orario, a partire dalla costa nord-occidentale dell'Antartide orientale:
- Piattaforma di ghiaccio Filchner
- Piattaforma di ghiaccio Brunt
- Piattaforma di ghiaccio Riiser-Larsen
- Piattaforma di ghiaccio Quar
- Piattaforma di ghiaccio Ekström
- Piattaforma di ghiaccio Jelbart
- Piattaforma di ghiaccio Fimbul
- Piattaforma di ghiaccio Lazarev
- Piattaforma di ghiaccio Hannan
- Piattaforma di ghiaccio Zubchatyy
- Piattaforma di ghiaccio Wyers
- Piattaforma di ghiaccio Edoardo VIII
- Piattaforma di ghiaccio Amery
- Piattaforma di ghiaccio Pubblicazioni
- Piattaforma di ghiaccio Ovest
- Piattaforma di ghiaccio Shackleton
- Piattaforma di ghiaccio Università di Mosca
- Piattaforma di ghiaccio Voyeykov
- Piattaforma di ghiaccio Cook
- Piattaforma di ghiaccio Slava
- Piattaforma di ghiaccio Gillett
- Piattaforma di ghiaccio Nansen
- Piattaforma di ghiaccio McMurdo
- Piattaforma di ghiaccio Ross
- Piattaforma di ghiaccio Swinburne
- Piattaforma di ghiaccio Sulzberger
- Piattaforma di ghiaccio Nickerson
- Piattaforma di ghiaccio Getz
- Piattaforma di ghiaccio Dotson
- Piattaforma di ghiaccio Crosson
- Piattaforma di ghiaccio Cosgrove
- Piattaforma di ghiaccio Abbot
- Piattaforma di ghiaccio Venable
- Piattaforma di ghiaccio Stange
- Piattaforma di ghiaccio Bach
- Piattaforma di ghiaccio Giorgio VI
- Piattaforma di ghiaccio Wilkins
- Piattaforma di ghiaccio Wordie
- Piattaforma di ghiaccio Jones
- Piattaforma di ghiaccio Müller
- Piattaforma di ghiaccio Principe Gustavo
- Piattaforma di ghiaccio Larsen
- Piattaforma di ghiaccio Ronne

## Collasso delle piattaforme di ghiaccio

Interazioni tra un ghiacciaio e una piattaforma di ghiaccio

Negli scorsi decenni, i glaciologi hanno osservato una diminuzione consistente nelle dimensioni delle piattaforme di ghiaccio galleggianti a causa del loro scioglimento e del distacco degli iceberg, arrivando persino alla completa disgregazione di alcune di esse.
La piattaforma di ghiaccio galleggiante dell'isola di Ellesmere si è ridotta del 90 % nel XX secolo, facendo sì che venissero separate fra loro quelle di Alfred Ernest, Ayles, Milne, Ward Hunt e Markham.
Uno studio del 1986 sulle piattaforme di ghiaccio galleggianti canadesi ha rilevato che 48 km², corrispondenti a 3,3 km³, di ghiaccio si è staccato da quelle di Milne e di Ayles tra il 1959 e il 1974. La piattaforma di ghiaccio galleggiante di Ayles, come già detto, ha poi finito per disgregarsi completamente, scomparendo il 13 agosto 2005. Quella di Ward, la più grande rimasta sulla costa settentrionale dell'isola di Ellesmere con uno spessore superiore ai 10 m, ha perso 600 km² di ghiaccio a causa di distacchi massicci di iceberg nel periodo 1961-1962, si è ulteriormente ridotta del 27% in spessore (13 m) tra il 1967 e il 1999, subendo infine un altro importante distacco di ghiaccio nell'estate del 2002.
Due sezioni della piattaforma di ghiaccio galleggiante antartica, Larsen, si sono spezzate in centinaia di insoliti piccoli frammenti di meno di un metro tra il 1995 e il 2002.
Queste disgregazioni potrebbero essere connesse al riscaldamento polare che fa parte del più generale riscaldamento globale: tra le ipotesi più accreditate ci sono una aumentata fessurazione della parte superiore delle piattaforme a causa dell'acqua sciolta in superficie e un aumentato scioglimento della parte inferiore delle piattaforme a causa dell'acqua oceanica più calda che circola sotto di esse. È da ricordare che i vari distacchi glaciali devono essere studiati singolarmente e le cause di un distacco possono essere di varia natura. Ad esempio recenti studi dell'Istituto Antartico Argentino di Buenos Aires, hanno messo in luce il ruolo determinante giocato da alcuni ghiacciai interni nel crollo di alcune piattaforme (come la piattaforma Larsen): infatti i ghiacci interni che non riescono a scaricare i propri ghiacci in mare a causa dello sbarramento provocato dalle banchise, aumentano di volume fino a determinare il crollo della piattaforma per poi trovare accesso al mare.
L'acqua fredda e dolce prodotta dalla fusione della parte sottostante le piattaforme di ghiaccio di Ross e di Ronne-Flichner è una componente importante della corrente di fondo dell'Antartide.